# 九九山莊

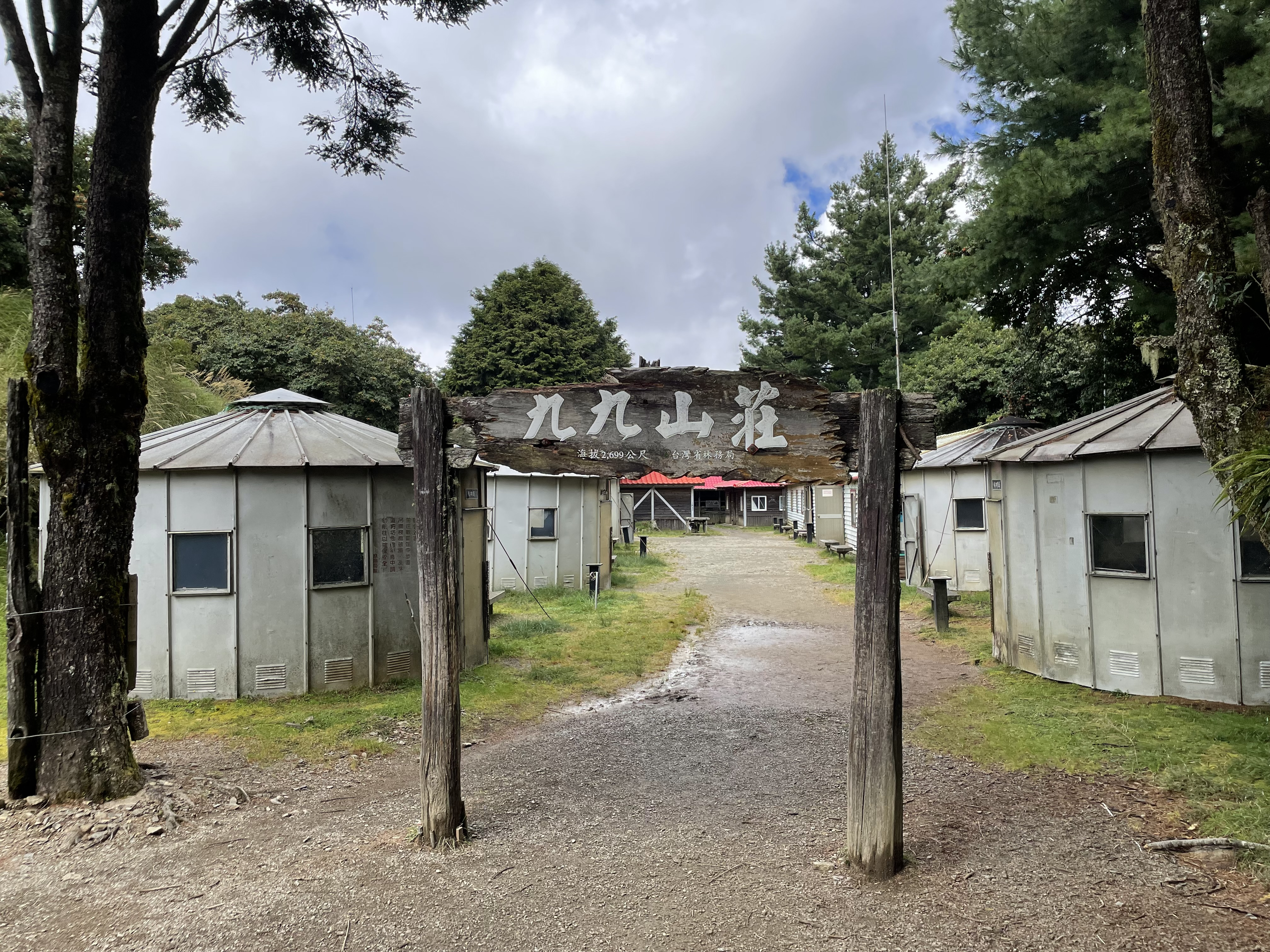
九九山莊(拍攝於2024年10月14日)

九九山莊是位於臺灣雪霸國家公園境內隸屬於林務局新竹林區管理處的山屋建築群，包含成功堡、餐廳、龍門客棧、機房、廁所等，皆是不同棟建築，自1971年起興建，並陸續整建迄今。住宿空間有6棟成功堡及3棟龍門客棧，皆為通舖，目前提供150人住宿，有乾淨活水，手機可通訊。是山友安排前往大霸群峰（大霸尖山、小霸尖山、伊澤山、加利山）相當重要的住宿休憩地點，一般多從大鹿林道開車抵達觀霧國家森林遊樂區，之後徒步行走林道平坦路至19公理處渡過馬達拉溪橋後，再續行山徑3公里即可抵達。大霸群峰後面尚有兩座避難型山屋位於中霸坪的中霸山屋以及前往聖稜線上的霸南山屋。

## 簡介
九九山莊的高度海拔2,699公尺，因高度而被命名為九九。會成為現在這樣的建築群是因1970年林文安先生成立百岳俱樂部推廣登山運動以及救國團後續開始舉辦自強運動，促使林務局開始陸續建造。其中六棟成功堡（和奇萊的成功堡同名）以金屬為材質，外觀上為蒙古包造型的圓形山屋存在，這六棟「金屬堡」是早期經由美援的管道整棟進口到台灣再運至現地組裝而成的。
山友住宿需向雪霸國家公園申請入園後向林務局繳費，抵達山莊時會由管理員（一般俗稱莊主，台灣有三座山屋由林管處管理轄下都有莊主，天池山莊、檜谷山莊）安排床位。
2021年起，為了促進在地原住民族協作及登山產業發展，與「布農卡里布灣企業社」及「新竹縣原住民青年協會」2團體合作，簽訂山莊餐宿服務契約。